# 가오하이청
가오하이청(중국어 간체자: 高海诚, 병음: Gāo Hâichéng, 한자음: 고해성, Gavin Gao, 1983년 8월 10일 ~ )은 중국의 배우이다.